# Colbitzer Heide-Brauerei
 (avril 2021).
Si vous disposez d'ouvrages ou d'articles de référence ou si vous connaissez des sites web de qualité traitant du thème abordé ici, merci de compléter l'article en donnant les références utiles à sa vérifiabilité et en les liant à la section « Notes et références ».
La Colbitzer Heide-Brauerei est une brasserie à Colbitz.

## Histoire
La brasserie est fondée en 1816 sous le nom d'Obergärige Gutsbrauerei Colbitz.
En 1870, le brasseur Friedrich-Christoph Ritter commence à moderniser la société et à assurer sa propre alimentation en eau grâce à la construction du puits. En 1872, la brasserie est sous sa direction sous le nom de brasserie Heide Fritz Ritter.
On fait alors principalement la bière à fermentation basse comme de la pale lager, Doppelmärzen, Doppelmärzen-Bock ou de la Malzbier. Des bières à fermentation haute, comme la Weissbier ou la Braunbier "Puparsch-Knall", sont également produites. À l’origine, seule la bière pression était livrée, la mise en bouteille commence en 1884.
La brasserie reste une entreprise familiale jusqu'en 1959. Après cela, elle devient, comme beaucoup d’entreprises privées de la RDA, une entreprise publique. Elle a d'abord le nom de Heide-Brauerei Fritz Ritter KG, à partir de 1972 sous le nom de VEB Heide-Brauerei Colbitz. À partir de 1980 environ, elle fait partie du groupe VEB Getränkekombinat Magdeburg comme Diamant-Brauerei ou Hasseröder.
En juin 1991, la brasserie est transférée aux arrière-petits-enfants du fondateur, Barbara Schreiter et Klaus Niemer. Cela est suivi dans les années 1990 avec un investissement de 16 millions de DM et une modernisation poussée à la pointe de la technologie.
En novembre 2012, Colbitzer Heide-Brauerei dépose son bilan. En septembre 2013, Hofbrauhaus Wolters achète l'entreprise pour 450 000 euros. Wolters déclare que son objectif est de faire de Colbitzer Heide-Brauerei une nouvelle marque régionale. Sous sa nouvelle direction, la brasserie devient une société indépendante, Colbitzer Heide-Brauerei GmbH. La ligne d'embouteillage actuelle est conçue pour un débit de 20 000 bouteilles par heure. L'usine d'embouteillage de fûts peut remplir jusqu'à 50 barils avec 30 ou 50 litres de contenu par heure. En mai 2014, la nouvelle brasserie est mise en service.